# Заовражное (Калининградская область)
Заовражное (до 1946 — Швегерау (нем. Schwägerau)) — посёлок в Черняховском муниципальном округе Калининградской области. 

## География
Посёлок расположен на берегу реки Преголя в 12 км на запад от Черняховска на федеральной трассе А-229 Калининград — граница с Литовской Республикой.

## История
На месте нынешнего посёлка в 1384 году существовала прусская крепость под названием Швейгрубе. 27 июня 1721 года здешнее поместье покупает князь Леопольд Ангальт-Дессау. 30 августа 1757 года Швегереу был полностью сожжен дотла в битве при Гросс-Егерсдорфе. К 1785 году дворянская деревня снова была восстановлена. В 1874 году поместье Швегерау вошло в состав недавно созданного сельского округа Гросс-Бубайнен в составе района Инстербург в административном округе Гумбиннен прусской провинции Восточная Пруссия. 
В результате Второй мировой войны в 1945 году Швегерау с северной частью Восточной Пруссии перешел к Советскому Союзу. В 1947 году деревне было присвоено российское название Заовражное, и она была отнесена к Бережковскому сельскому совету Черняховского района. С 2008 по 2015 год Заовражное входило в состав Свободненского сельского поселения, с 2022 года - в Черняховский муниципальный округ.

## Население
| 1867 | 1871 | 1910 | 1933 | 1939 | 2002 | 2010 |
| ---- | ---- | ---- | ---- | ---- | ---- | ---- |
| 558  | ↗571 | ↘317 | ↗478 | ↘428 | ↘333 | ↘302 |